# Là-bas

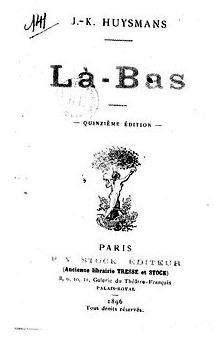
Titelpagina van Là-bas

Là-bas is een roman uit 1891 van de Franse schrijver Joris-Karl Huysmans en geldt na À rebours als diens bekendste werk. Là-bas gaat in belangrijke mate over satanisme in het Frankrijk van eind negentiende eeuw, en het boek veroorzaakte bij verschijnen veel ophef. Het is de eerste roman van Huysmans waarin het personage Durtal ten tonele wordt gevoerd, het alter ego van de schrijver en de protagonist van En route (1895), La Cathédrale (1898) en L’Oblat (1903). Là-bas verscheen aanvankelijk als feuilleton  in de krant L’Écho de Paris, vanaf 15 februari 1891. In april van hetzelfde jaar werd het in boekvorm gepubliceerd bij uitgeverij Tresse et Stock.
In Là-bas is de schrijver Durtal de leegheid en banaliteit van de moderne maatschappij moe. Hij zoekt verlichting in de studie van de middeleeuwen en wil een roman schrijven over de vermeende vijftiende-eeuwse satanist Gilles de Rais. Durtal voert uitgebreide gesprekken over satanisme met zijn vriend Des Hermies en met diens vriend Carhaix, de klokkenluider van de Saint-Sulpice in Parijs. Uit die gesprekken komt naar voren dat het satanisme ook in de moderne tijd nog vele aanhangers kent. Durtal gaat op onderzoek uit naar dit hedendaagse satanisme, waarbij hij gebruikmaakt van de contacten van een aanbidster, Madame Chantelouve. Via haar slaagt hij erin een zwarte mis bij te wonen.
Là-Bas werd in het Nederlands vertaald als Uit de diepte door Geerten Meijsing en Kees Snel.